# Hill McAlister

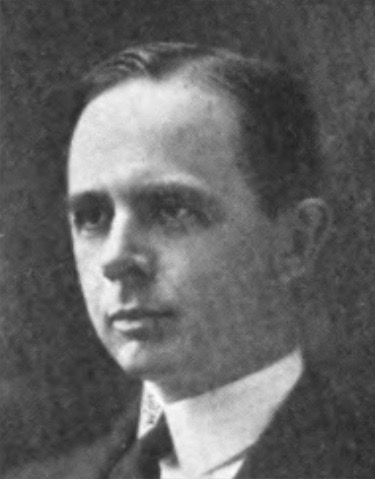
Hill McAlister (1930)

Harry Hill McAlister (* 15. Juli 1875 in Nashville, Tennessee; † 30. Oktober 1959 ebenda) war ein US-amerikanischer Politiker und der 41. Gouverneur des Bundesstaates Tennessee.

## Frühe Jahre und politischer Aufstieg
Der junge McAlister stammte aus einer Politikerfamilie, die zuvor die Gouverneure William Blount, Willie Blount und Aaron V. Brown hervorgebracht hatte. Er absolvierte 1897 die Vanderbilt University, wo er Jura studierte und ließ sich in Nashville als Anwalt nieder. Seit 1901 arbeitete er für die dortige Staatsanwaltschaft. Bis 1904 war er Stellvertreter des Staatsanwalts und zwischen 1904 und 1910 war er selbst Chefankläger der Stadt. Es folgten einige Jahre im Senat von Tennessee. 1916 gehörte er dem Electoral College an, das Woodrow Wilson zum zweiten Mal zum US-Präsidenten wählte. Gleichzeitig hatte er einige führende Funktionen in der Demokratischen Partei inne. Zwischen 1919 und 1927 sowie 1931 und 1933 war er Finanzminister von Tennessee (State Treasurer). Sowohl 1926 als auch 1928 scheiterten seine Versuche, die Nominierung seiner Partei für die Gouverneurswahlen zu erringen.

## Gouverneur von Tennessee
Im Jahr 1932 erreichte er dieses Ziel und wurde zum 41. Gouverneur von Tennessee gewählt. Allerdings waren die politischen und wirtschaftlichen Voraussetzungen denkbar schlecht. Politisch hatte Tennessee gerade einen Finanzskandal hinter sich, in den auch der bisherige Gouverneur Henry Hollis Horton verwickelt war und durch den das Land einige Millionen Dollar verlor. Hinzu kam die allgemeine wirtschaftliche Depression infolge der Weltwirtschaftskrise. Die Staatsverschuldung war auf 6 Millionen Dollar angestiegen. Der Gouverneur trat sein Amt etwa zur gleichen Zeit wie Präsident Franklin D. Roosevelt an. Er setzte große Hoffnungen auf dessen Politik des New Deal. Vor allem die Tennessee Valley Authority sollte dem Staat zugutekommen. Tatsächlich wurde damals auf Bundesebene mehr zur Überwindung der Krise getan als in Tennessee selbst.
Hill McAlister war zu Beginn seiner Amtszeit eng verbunden mit Edward Crump, dem ehemaligen Bürgermeister von Memphis, der sowohl in Tennessee als auch auf Bundesebene einen großen politischen Einfluss ausübte. Nicht zuletzt Crump hatte er seine Wahl von 1932 zu verdanken. Das machte ihn aber auch von diesem und dessen Wünschen abhängig. Trotzdem tat McAlister alles, um die Staatsverschuldung abzutragen. Im März 1933 wurden auch in Tennessee, wie in einigen anderen Staaten, die Banken für sechs Tage geschlossen. Damit und mit Hilfe der Bundespolitik sollte das Vertrauen in die Banken wiederhergestellt werden. Tatsächlich gelang es dem Gouverneur durch radikale Einsparungen und mit Hilfe aus Washington, den Haushalt bis 1934 wieder auszugleichen. In diesem Jahr wurde er für eine zweite Amtsperiode gewählt. In seiner zweiten Amtszeit überwarf er sich mit seinem Gönner Crump. McAlister wollte das Prohibitionsgesetz in Tennessee aufrechterhalten, obwohl es bereits 1933 durch das 21. Amendment wieder aus der Verfassung gestrichen worden war. Dies und die Einführung einer Mehrwertsteuer erzürnten Crump, der seine wirtschaftlichen Interessen in Tennessee gefährdet sah. Crump setzte alle Hebel in Bewegung, um McAlister zu schaden. Er bezeichnete nun seinen ehemaligen Verbündeten als regierungsunfähig. Für McAlister bedeutete dies das Ende seiner Laufbahn als Gouverneur. Er wusste, dass er 1936 keine Chance hatte, gegen den mächtigen Einfluss von Crump erfolgreich zu kandidieren. Aus diesem Grund stellte er sich auch nicht zur Wiederwahl.

## Lebensende und Tod
Nach dem Ende seiner Amtszeit kehrte er nach Nashville zurück. 1940 bekam er einen Posten bei der Bundesregierung zur Vermittlung bei Insolvenzfällen (Federal Referee for Bankruptcy Cases). Dieses Amt behielt er bis zu seinem Tod 1959. Er war mit Louise Jackson verheiratet, mit der er zwei Kinder hatte.